# Parornix altaica
Parornix altaica là một loài bướm đêm thuộc họ Gracillariidae. Nó được tìm thấy ở phần trung châm châu Á của Nga.